# Sergej Bulgakov
Sergej Bulgakov (ruski: Сергей Николаевич Булгаков rođen 28. lipnja 1871. godine u Livnama, umro 12. srpnja 1944. godine u Parizu) - bio je ruski pravoslavni svećenik, teolog, filozof i ekonomist. 
Rodio se u obitelji pravoslavnog svećenika. Pohađao je malo sjemenište u Orlu a kasnije i gimnaziju u istome gradu. Godine 1894. završio je studiji prava na Moskovskom sveučilištu, gdje je također studirao političku ekonomiju.
Za vrijeme studija zanimao se za marksizam te je dugo bio uvjeren u ispravnost te teorije i ideologije. Pod utjecajem ruskih religioznih mislilaca (Lav Tolstoj, Fjodor Dostojevski, Vladimir Solovjov) te zbog susreta i rasprava s Tolstojem ponovno je pronašao svoje religijske korijene i vratio se kršćanstvu. Svoj put obraćenja opisao je u knjizi "Od marksizma do idealizma", izdanoj 1903. godine.